# Sportverein Meppen 1912 1992-1993
Questa voce raccoglie le informazioni riguardanti lo Sportverein Meppen 1912 nelle competizioni ufficiali della stagione 1992-1993.

## Stagione
Nella stagione 1992-1993 il Meppen, allenato da Horst Ehrmantraut, concluse il campionato di 2. Bundesliga al 10º posto. In Coppa di Germania il Meppen fu eliminato al terzo turno dall'Hertha Berlino.

## Rosa
| N. |                     | Ruolo | Calciatore          |
| -- | ------------------- | ----- | ------------------- |
| 22 | Germania (bandiera) | D     | Eckhard Vorholt     |
|    | Germania (bandiera) | P     | Stefan Hülswitt     |
|    | Germania (bandiera) | P     | Manfred Kubik       |
|    | Germania (bandiera) | D     | Bernd Deters        |
|    | Serbia (bandiera)   | D     | Branko Dragutinovic |
|    | Germania (bandiera) | D     | Frank Faltin        |
|    | Germania (bandiera) | D     | Andreas Helmer      |
|    | Germania (bandiera) | C     | Thomas Böttche      |
|    | Germania (bandiera) | C     | Hans Jörg Brückner  |
|    | Germania (bandiera) | C     | Bogdan Długajczyk   |
|    | Germania (bandiera) | C     | Peter Gartmann      |

| N. |                     | Ruolo | Calciatore            |
| -- | ------------------- | ----- | --------------------- |
|    | Germania (bandiera) | C     | Gerd Heuermann        |
|    | Germania (bandiera) | C     | Carsten Marell        |
|    | Germania (bandiera) | C     | Manfred Schulte       |
|    | Germania (bandiera) | C     | Martin Zimmer         |
|    | Croazia (bandiera)  | A     | Damir Bujan           |
|    | Germania (bandiera) | A     | Hendryk Lau           |
|    | Germania (bandiera) | A     | Josef Menke           |
|    | Cipro (bandiera)    | A     | Rainer Rauffmann      |
|    | Svizzera (bandiera) | A     | Rustam Sabirow        |
|    | Germania (bandiera) | A     | Robert Thoben         |
|    | Germania (bandiera) | A     | Martin van der Pütten |

## Organigramma societario
Area tecnica
- Allenatore: Horst Ehrmantraut
- Allenatore in seconda:
- Preparatore dei portieri:
- Preparatori atletici:

## Calciomercato

### Sessione estiva
| Acquisti | Acquisti           | Acquisti           | Acquisti |
| R.       | Nome               | da                 | Modalità |
| -------- | ------------------ | ------------------ | -------- |
| C        | Hans Jörg Brückner | Arminia Bielefeld  |          |
| C        | Peter Gartmann     | Blau-Weiß Berlin   |          |
| P        | Stefan Hülswitt    | Eintracht Nordhorn |          |
| A        | Rainer Rauffmann   | Blau-Weiß Berlin   |          |

| Cessioni | Cessioni      | Cessioni | Cessioni |
| R.       | Nome          | a        | Modalità |
| -------- | ------------- | -------- | -------- |
| C        | Torsten Abeln | Herzlake |          |
| C        | Frank Klobke  | Herzlake |          |

### Sessione invernale
| Acquisti | Acquisti | Acquisti | Acquisti |
| R.       | Nome     | da       | Modalità |
| -------- | -------- | -------- | -------- |

| Cessioni | Cessioni | Cessioni | Cessioni |
| R.       | Nome     | a        | Modalità |
| -------- | -------- | -------- | -------- |

## Risultati

### 2. Bundesliga

#### Girone di andata
| Arbitro: | Löwer |

|            |           |  |
| Butrej 24’ | Marcatori |  |

| Arbitro: | Best |

|  |           |                       |
|  | Marcatori | 55’ Rische 74’ Hobsch |

| Arbitro: | Strigel |

|  |           |            |
|  | Marcatori | 77’ Thoben |

| Arbitro: | Mölm |

|           |           |          |
| Menke 20’ | Marcatori | 71’ Mink |

| Arbitro: | Theobald |

|               |           |                                |
| Lemberger 58’ | Marcatori | 21’ Menke 45’ Bujan 76’ Thoben |

| Arbitro: | Kuhne |

|            |           |          |
| Thoben 59’ | Marcatori | 70’ März |

| Düsseldorf 8 agosto 1992, ore 15:30 CEST 7ª giornata | Fortuna Düsseldorf | 0 – 0 referto | Meppen | Rheinstadion (3 300 spett.)\| Arbitro: \| Wippermann \| |
| Arbitro:                                             | Wippermann         |               |        |                                                         |

| Arbitro: | Fleske |

|             |           |  |
| Vorholt 24’ | Marcatori |  |

| Arbitro: | Aust |

|                                        |           |                    |
| Drulák 25’, 83’ Linke 89’ Gerstner 90’ | Marcatori | 68’ (aut.) Malchow |

| Arbitro: | Stenzel |

|           |           |  |
| Bujan 64’ | Marcatori |  |

| Arbitro: | Albrecht |

|              |           |            |
| Seeliger 30’ | Marcatori | 87’ Thoben |

| Arbitro: | Haupt |

|            |           |  |
| Zimmer 29’ | Marcatori |  |

| Chemnitz 2 settembre 1992, ore 18:00 CEST 13ª giornata | Chemnitz | 0 – 0 referto | Meppen | Sportforum Chemnitz (3 560 spett.)\| Arbitro: \| Malbranc \| |
| Arbitro:                                               | Malbranc |               |        |                                                              |

| Meppen 6 settembre 1992, ore 18:00 CEST 14ª giornata | Meppen | 0 – 0 referto | Remscheid | Emslandstadion (5 500 spett.)\| Arbitro: \| Weise \| |
| Arbitro:                                             | Weise  |               |           |                                                      |

| Arbitro: | Assenmacher |

|  |           |            |
|  | Marcatori | 84’ Thoben |

| Meppen 27 settembre 1992, ore 15:00 CEST 16ª giornata | Meppen    | 0 – 0 referto | Waldhof Mannheim | Emslandstadion (5 500 spett.)\| Arbitro: \| Steinborn \| |
| Arbitro:                                              | Steinborn |               |                  |                                                          |

| Arbitro: | Frey |

|                                     |           |  |
| Herzberger 11’ Wagner 36’ Buvač 86’ | Marcatori |  |

| Arbitro: | Müller |

|            |           |  |
| Zimmer 46’ | Marcatori |  |

| Arbitro: | Wittke |

|                 |           |                          |
| Sirocks 6’, 69’ | Marcatori | 25’ Thoben 45’ Rauffmann |

| Arbitro: | Schmidhuber |

|          |           |            |
| Lahm 62’ | Marcatori | 41’ Marell |

| Arbitro: | Lange |

|                          |           |  |
| Thoben 61’ Rauffmann 89’ | Marcatori |  |

| Arbitro: | Jansen |

|                                                   |           |  |
| Gries 31’ Zimmermann 36’ Demandt 50’ Zernicke 63’ | Marcatori |  |

| Arbitro: | Pohlmann |

|           |           |             |
| Menke 36’ | Marcatori | 84’ Havutçu |

#### Girone di ritorno
| Arbitro: | Prengel |

|            |           |  |
| Helmer 86’ | Marcatori |  |

| Arbitro: | Brandt-Chollé |

|            |           |  |
| Hobsch 38’ | Marcatori |  |

| Arbitro: | Schmidt |

|               |           |            |
| Rauffmann 82’ | Marcatori | 74’ Straka |

| Arbitro: | Stenzel |

|            |           |           |
| Präger 67’ | Marcatori | 43’ Menke |

| Arbitro: | Funken |

|  |           |            |
|  | Marcatori | 37’ Bergen |

| Arbitro: | Fleske |

|                  |           |             |
| Schlünz 28’, 83’ | Marcatori | 41’ Vorholt |

| Arbitro: | Boos |

|  |           |                   |
|  | Marcatori | 55’, 88’ Strerath |

| Arbitro: | Hauer |

|                             |           |  |
| Meinke 12’, 31’ Grether 45’ | Marcatori |  |

| Arbitro: | Kasper |

|                         |           |  |
| Menke 62’ Rauffmann 90’ | Marcatori |  |

| Stoccarda 27 marzo 1993, ore 15:30 CET 33ª giornata | Kickers Stoccarda | 0 – 0 referto | Meppen | Waldau-Stadion (2 900 spett.)\| Arbitro: \| Wagner \| |
| Arbitro:                                            | Wagner            |               |        |                                                       |

| Arbitro: | Assenmacher |

|                                 |           |              |
| Faltin 22’ Bujan 43’ Helmer 64’ | Marcatori | 66’ Seeliger |

| Wolfsburg 10 aprile 1993, ore 15:30 CEST 35ª giornata | Wolfsburg | 0 – 0 referto | Meppen | VfL-Stadion am Elsterweg (4 000 spett.)\| Arbitro: \| Weise \| |
| Arbitro:                                              | Weise     |               |        |                                                                |

| Arbitro: | Willems |

|                      |           |  |
| Faltin 27’ Menke 53’ | Marcatori |  |

| Arbitro: | Brandauer |

|                           |           |                    |
| Pröpper 25’ Bridaitis 84’ | Marcatori | 82’ van der Pütten |

| Arbitro: | Osmers |

|            |           |               |
| Helmer 40’ | Marcatori | 8’, 32’ Weber |

| Arbitro: | Zerr |

|  |           |                                 |
|  | Marcatori | 30’ Thoben 87’ Helmer 90’ Bujan |

| Meppen 7 maggio 1993, ore 18:30 CEST 40ª giornata | Meppen | 0 – 0 referto | Magonza | Emslandstadion (4 000 spett.)\| Arbitro: \| Lange \| |
| Arbitro:                                          | Lange  |               |         |                                                      |

| Arbitro: | Haupt |

|            |           |  |
| Tebeck 35’ | Marcatori |  |

| Arbitro: | Strampe |

|                                                   |           |           |
| Schulte 20’ van der Pütten 30’ Rauffmann 56’, 90’ | Marcatori | 65’ Groth |

| Meppen 22 maggio 1993, ore 15:30 CEST 43ª giornata | Meppen | 0 – 0 referto | Homburg | Emslandstadion (3 500 spett.)\| Arbitro: \| Jansen \| |
| Arbitro:                                           | Jansen |               |         |                                                       |

| Arbitro: | Brandt-Chollé |

|                            |           |  |
| Manzi 51’ Driller 55’, 58’ | Marcatori |  |

| Meppen 30 maggio 1993, ore 15:00 CEST 45ª giornata | Meppen | 0 – 0 referto | Hertha Berlino | Emslandstadion (6 000 spett.)\| Arbitro: \| Frey \| |
| Arbitro:                                           | Frey   |               |                |                                                     |

| Arbitro: | Steinborn |

|  |           |                    |
|  | Marcatori | 80’, 89’ Rauffmann |

### Coppa di Germania
| Arbitro: | Weber |

|  |           |              |
|  | Marcatori | 7’ Rauffmann |

| Arbitro: | Wippermann |

|                         |           |                                                 |
| Gartmann 11’ Marell 18’ | Marcatori | 27’ Feinbier 90’ Basler 108’ Klews 115’ Demandt |

## Statistiche

### Statistiche di squadra
| Competizione      | Punti | In casa | In casa | In casa | In casa | In casa | In casa | In trasferta | In trasferta | In trasferta | In trasferta | In trasferta | In trasferta | Totale | Totale | Totale | Totale | Totale | Totale | DR |
| Competizione      | Punti | G       | V       | N       | P       | Gf      | Gs      | G            | V            | N            | P            | Gf           | Gs           | G      | V      | N      | P      | Gf     | Gs     | DR |
| ----------------- | ----- | ------- | ------- | ------- | ------- | ------- | ------- | ------------ | ------------ | ------------ | ------------ | ------------ | ------------ | ------ | ------ | ------ | ------ | ------ | ------ | -- |
| 2. Bundesliga     | 47    | 23      | 10      | 9       | 4       | 23      | 13      | 23           | 5            | 8            | 10           | 18           | 30           | 46     | 15     | 17     | 14     | 41     | 43     | -2 |
| Coppa di Germania | -     | 1       | 0       | 0       | 1       | 2       | 4       | 1            | 1            | 0            | 0            | 1            | 0            | 2      | 1      | 0      | 1      | 3      | 4      | -1 |
| Totale            | 47    | 24      | 10      | 9       | 5       | 25      | 17      | 24           | 6            | 8            | 10           | 19           | 30           | 48     | 16     | 17     | 15     | 44     | 47     | -3 |

### Andamento in campionato
| Giornata  | 1  | 2  | 3  | 4  | 5  | 6  | 7  | 8  | 9  | 10 | 11 | 12 | 13 | 14 | 15 | 16 | 17 | 18 | 19 | 20 | 21 | 22 | 23 | 24 | 25 | 26 | 27 | 28 | 29 | 30 | 31 | 32 | 33 | 34 | 35 | 36 | 37 | 38 | 39 | 40 | 41 | 42 | 43 | 44 | 45 | 46 |
| --------- | -- | -- | -- | -- | -- | -- | -- | -- | -- | -- | -- | -- | -- | -- | -- | -- | -- | -- | -- | -- | -- | -- | -- | -- | -- | -- | -- | -- | -- | -- | -- | -- | -- | -- | -- | -- | -- | -- | -- | -- | -- | -- | -- | -- | -- | -- |
| Luogo     | T  | C  | T  | C  | T  | C  | T  | C  | T  | C  | T  | C  | T  | C  | T  | C  | T  | C  | T  | T  | C  | T  | C  | C  | T  | C  | T  | C  | T  | C  | T  | C  | T  | C  | T  | C  | T  | C  | T  | C  | T  | C  | C  | T  | C  | T  |
| Risultato | P  | P  | V  | N  | V  | N  | N  | V  | P  | V  | N  | V  | N  | N  | V  | N  | P  | V  | N  | N  | V  | P  | N  | V  | P  | N  | N  | P  | P  | P  | P  | V  | N  | V  | N  | V  | P  | P  | V  | N  | P  | V  | N  | P  | N  | V  |
| Posizione | 19 | 23 | 20 | 18 | 13 | 13 | 14 | 10 | 13 | 10 | 9  | 8  | 8  | 8  | 7  | 6  | 8  | 8  | 8  | 7  | 7  | 7  | 7  | 6  | 7  | 6  | 8  | 8  | 10 | 10 | 14 | 12 | 12 | 12 | 12 | 11 | 11 | 12 | 10 | 10 | 11 | 10 | 10 | 12 | 11 | 10 |

Legenda:

Luogo: C = Casa; T = Trasferta. Risultato: V = Vittoria; N = Pareggio; P = Sconfitta.

### Statistiche dei giocatori
| Giocatore         | 2. Bundesliga | 2. Bundesliga | 2. Bundesliga | 2. Bundesliga | Coppa di Germania | Coppa di Germania | Coppa di Germania | Coppa di Germania | Totale   | Totale | Totale      | Totale     |
| Giocatore         | Presenze      | Reti          | Ammonizioni   | Espulsioni    | Presenze          | Reti              | Ammonizioni       | Espulsioni        | Presenze | Reti   | Ammonizioni | Espulsioni |
| ----------------- | ------------- | ------------- | ------------- | ------------- | ----------------- | ----------------- | ----------------- | ----------------- | -------- | ------ | ----------- | ---------- |
| H. Brückner       | 33            | 0             | 8             | 0             | 1                 | 0                 | 0                 | 0                 | 34       | 0      | 8           | 0          |
| D. Bujan          | 35            | 4             | 9             | 0             | 1                 | 0                 | 0                 | 0                 | 36       | 4      | 9           | 0          |
| T. Böttche        | 40            | 0             | 10            | 1             | 2                 | 0                 | 0                 | 0                 | 42       | 0      | 10          | 1          |
| B. Deters         | 28            | 0             | 6             | 0             | 2                 | 0                 | 0                 | 0                 | 30       | 0      | 6           | 0          |
| B. Dragutinovic   | 3             | 0             | 0             | 0             | 0                 | 0                 | 0                 | 0                 | 3        | 0      | 0           | 0          |
| B. Długajczyk     | 17            | 0             | 0             | 0             | 1                 | 0                 | 1                 | 0                 | 18       | 0      | 1           | 0          |
| F. Faltin         | 41            | 2             | 12            | 2             | 1                 | 0                 | 1                 | 0                 | 42       | 2      | 13          | 2          |
| P. Gartmann       | 32            | 0             | 6             | 0             | 2                 | 1                 | 0                 | 0                 | 34       | 1      | 6           | 0          |
| A. Helmer         | 34            | 4             | 5             | 0             | 2                 | 0                 | 0                 | 0                 | 36       | 4      | 5           | 0          |
| G. Heuermann      | 1             | 0             | 0             | 0             | 0                 | 0                 | 0                 | 0                 | 1        | 0      | 0           | 0          |
| S. Hülswitt       | 6             | 0             | 0             | 0             | 0                 | 0                 | 0                 | 0                 | 6        | 0      | 0           | 0          |
| M. Kubik          | 40            | 0             | 1             | 0             | 2                 | 0                 | 0                 | 0                 | 42       | 0      | 1           | 0          |
| H. Lau            | 6             | 0             | 0             | 0             | 2                 | 0                 | 1                 | 0                 | 8        | 0      | 1           | 0          |
| C. Marell         | 41            | 1             | 2             | 0             | 2                 | 1                 | 0                 | 0                 | 43       | 2      | 2           | 0          |
| J. Menke          | 36            | 6             | 1             | 0             | 1                 | 0                 | 0                 | 0                 | 37       | 6      | 1           | 0          |
| R. Rauffmann      | 38            | 8             | 5             | 1             | 2                 | 1                 | 0                 | 0                 | 40       | 9      | 5           | 1          |
| R. Sabirow        | 10            | 0             | 2             | 0             | 0                 | 0                 | 0                 | 0                 | 10       | 0      | 2           | 0          |
| M. Schulte        | 28            | 1             | 8             | 1             | 0                 | 0                 | 0                 | 0                 | 28       | 1      | 8           | 1          |
| R. Thoben         | 45            | 8             | 6             | 0             | 1                 | 0                 | 0                 | 0                 | 46       | 8      | 6           | 0          |
| E. Vorholt        | 40            | 2             | 9             | 1             | 2                 | 0                 | 0                 | 0                 | 42       | 2      | 9           | 1          |
| M. Zimmer         | 22            | 2             | 7             | 0             | 2                 | 0                 | 0                 | 0                 | 24       | 2      | 7           | 0          |
| M. van der Pütten | 19            | 2             | 1             | 0             | 0                 | 0                 | 0                 | 0                 | 19       | 2      | 1           | 0          |